# Келлог, Уильям
Уильям (Уилл) Кит Келлог (англ. William Keith Kellogg; 7 апреля 1860[…], Батл-Крик, Мичиган — 6 октября 1951[…], Батл-Крик, Мичиган) — американский предприниматель, многолетний спонсор церкви Адвентистов седьмого дня и пропагандист маргинальных идей в области медицины и здорового питания. Основатель компании по производству пищевых продуктов «Kellogg's», чья продукция сегодня продаётся на территории 180 стран и где трудоустроены 34 000 человек (2018). Совместно с братом изобрёл кукурузные хлопья. Также был известен как заводчик арабских лошадей. 

## Биография
Уильям Келлог родился в городе Батл-Крик, штат Мичиган. Уильям был одним из 16 детей Джона Келлога (1806—1881) и Анны, урождённой Стэнли (1824—1893). Среди его братьев был врач Джон Харви Келлог, один из организаторов комплексного санаторного лечения. 
Семья Келлог принадлежала к церкви Адвентистов седьмого дня, сегодня распространённой по всему миру, которая была официально основана в Батл-Крике в 1863 году, и была близка к ее основателям — Эллен Уайт и Джеймсу Спрингеру Уайту (англ.), который был первым серьёзным работодателем Уильяма. 
Эти связи наложило специфический отпечаток на мировоззрение обоих братьев. Джон Келлог считал, что многие болезни происходят от сексуальной невоздержанности, в том числе от мастурбации, от которой он призывал полностью отказаться. Уильям, в  свою очередь, считал животную пищу греховной и нездоровой, и искал способы создать привлекательную для широкой публики диету, основанную на употреблении в пищу молочных продуктов, злаков, орехов, фруктов и овощей. Эти идеи братьев воплотились в пропаганде вегетарианства и крайних форм полового воздержания; строительстве санатория (англ.), аффилированного с церковью Адвентистов седьмого дня, с обязательной вегетарианской диетой для постояльцев; и, наконец, в изобретении или продвижении кукурузных хлопьев, мюслей и арахисового масла в качестве замены мясной пищи богатых людей и менее вкусных и питательных простых каш, которыми до тех пор питались бедные. 
Компания, известная сегодня, как «Kellogg Company» или, сокращённо, «Kellogg's», была основана Уильямом Келлогом в 1906 году, как «Battle Creek Toasted Corn Flake Company» (дословно: «Батл-Крикская компания по производству обжаренных кукурузных хлопьев»). Её основной продукцией первоначально были кукурузные хлопья. Келлогу также принадлежала идея размещать небольшой сюрприз в виде детской игрушки в коробке с хлопьями (англ.) — маркетинговый ход, позже подхваченный целым рядом других компаний. 
В 1930 году Уильям Келлог основал благотворительный фонд «WK Kellogg Foundation» (англ.), в конечном итоге пожертвовав ему 66 миллионов долларов. 
Во время Великой депрессии Келлог перевёл свой завод по производству хлопьев на работу в четыре смены по шесть часов в каждой. Это дало работу большому количеству безработных людей в Батл-Крик.
Страстью Келлога были арабские скакуны, для содержания и разведения которых он приобрёл ранчо в Калифорнии (англ.) площадью 329 гектаров. На ранчо при Келлоге функционировал аэродром — крупнейший частный аэродром в США в то время. Также, на свои деньги он выстроил существующий до сих пор городской аэропорт в Батл-Крик (англ.). Он также передал часть принадлежащих ему земель в окрестностях Батл-Крика для основания биологической станции, существующей до сих пор (англ.).
Хотя сам Келлог не имел высшего образования и разделял некоторые лженаучные заблуждения, он с огромным почтением относился к образованию. Созданный им благотворительный фонд, согласно его завещанию, до сих пор оказывает поддержку университетам США и Великобритании, причём настолько существенную, что один из новых колледжей Оксфорда, основанный в 1990 году, в 1994 году был назван Келлог-колледжем.
Уильям Кит Келлог скончался в родном Батл-Крике, штат Мичиган, в возрасте 91 года, пережив часть из своих детей. У него оставались двое детей и, как минимум, двое внуков.